# Pinnotheres taylori
Pinnotheres taylori is een krabbensoort uit de familie van de Pinnotheridae. De wetenschappelijke naam van de soort is voor het eerst geldig gepubliceerd in 1918 door Rathbun.